# Козловска, Хелена
Хелена Козловска-Эрса (латыш. Helēna Kozlovska-Ersa; 10 мая 1895 — 23 октября 1949) — латвийская оперная певица, исполнительница оперных партий и народных песен. Жена писателя Адолфа Эрса, мать переводчицы Мирдзы Эрса.
Училась в школе в Прейли и Резекне, затем в гимназии в Санкт-Петербурге, в Санкт-Петербургской консерватории, которую вынуждена была оставить в связи с революционными событиями, и наконец в Латвийской консерватории, окончив последнюю в 1925 году; затем совершенствовалась в Милане под руководством Витторино Моратти. Дебютировала в 1915 г. на сцене народного театра в Резекне. Пела в Латвийской опере, став, как утверждали современные ей газеты, первой латгальской певицей на оперной сцене. Затем сменила оперную сцену на собственную вокальную труппу, отдав предпочтение народным песням своего родного края — Латгалии. Гастролировала с фольклорным материалом в Риме, Берлине, Праге, Варшаве, Будапеште, дала более 800 концертов в школах Латгалии. Получила прозвище «Латгальский соловей» (латыш. Latgales lakstīgala).